# Grumman Gulfstream II
Gulfstream II (G-II) là một loại máy bay phản lực thương mại của Hoa Kỳ, do Grumman thiết kế chế tạo, Grumman American và Gulfstream American đều được phát triển từ loại máy bay này. Grumman đặt tên là G-1159 trong khi quân đội Hoa Kỳ định danh nó là C-11 Gulfstream II. Tiếp theo của dòng máy bay này là Gulfstream III.

## Biến thể
Gulfstream II
Gulfstream II TT
Gulfstream IIB
Gulfstream II SP
VC-11A

## Quốc gia sử dụng

### Quân sự
Gabon
- Quân đội Gabon

 Libya
- Không quân Libya

 Maroc
- Không quân Hoàng gia Maroc

 Nigeria
- Không quân Nigeria

 Oman
 Panama
 Venezuela
 Hoa Kỳ
- NASA
- Lục quân Hoa Kỳ
- Bảo vệ Bờ biển Hoa Kỳ

## Tính năng kỹ chiến thuật

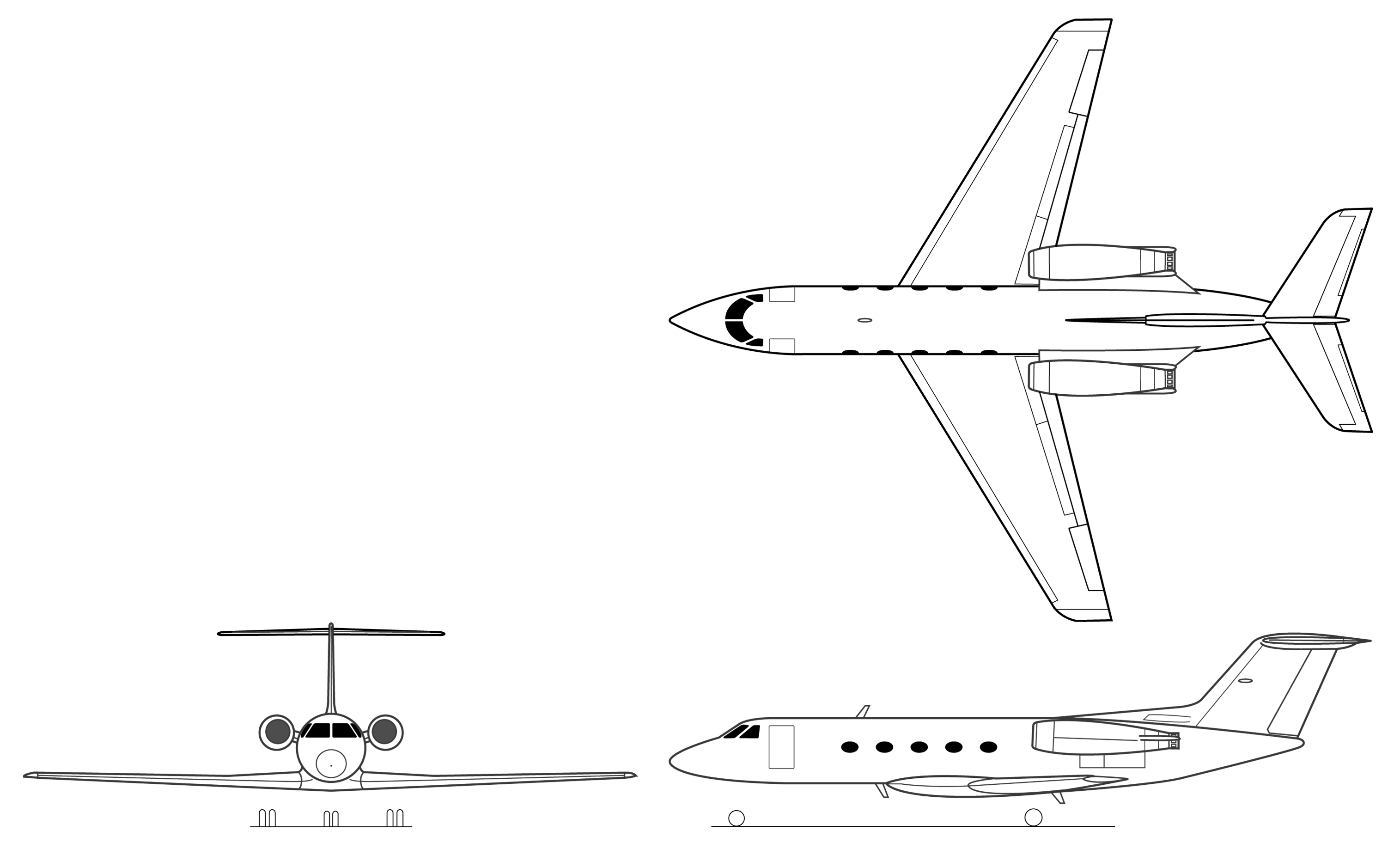
Gulfstream II

Dữ liệu lấy từ Jane's Aircraft Upgrades 2008-2009, 2008, Jane's Information Group Limited, Page 420-421
Đặc điểm tổng quát
- Kíp lái: 2
- Sức chứa: 19
- Chiều dài: 79 ft 11 in (24.36 m)
- Sải cánh: 68 ft 10 in (20.98 m)
- Chiều cao: 24 ft 6 in (7.47 m)
- Diện tích cánh: 809.6 ft2 (75.21 m2)
- Trọng lượng rỗng: 36.544 lb (16.576 kg)
- Trọng lượng có tải: 65.500 lb (29.711 kg)
- Động cơ: 2 × Rolls-Royce Spey 511-8 kiểu turbofan, 11.400 lbf (51 kN) mỗi chiếc

Hiệu suất bay
- Vận tốc cực đại: 581 mph (936 km/h)
- Vận tốc cực đại: Mach 0,85
- Vận tốc hành trình: 483 mph (778 km/h)
- Tầm bay: 4.123 dặm (6.635 km)
- Trần bay: 45.000 ft (13.715 m)